# Reinhard Gröper
Reinhard Gröper (* 23. Februar 1929 in Bunzlau, Schlesien) ist ein deutscher Schriftsteller. Der Name ist das Pseudonym von Egbert-Hans Müller.

## Leben

### Jugend
Im Jahr 1933 zog die Familie nach der politisch bedingten Entlassung des Vaters (Bibliothekar) nach Leipzig und 1935 nach Stuttgart, wo der Vater wieder eine Anstellung erhielt. Gröper ist in Fellbach und in Stuttgart-Bad Cannstatt aufgewachsen, ging 1943 mit seiner Oberschule in die Kinderlandverschickung nach Rottweil, erlebte das Kriegsende als Kriegsfreiwilliger. Danach absolvierte er ein anderthalbjähriges Baupraktikum, anschließend kehrte er in die Schule zurück. Er studierte Rechtswissenschaften in Tübingen.

### Berufliche Tätigkeiten und Mitgliedschaften
Nach beiden Staatsexamen trat er 1959 in die Kulturverwaltung des Landes Baden-Württemberg ein, war zunächst beim Oberschulamt Tübingen tätig, seit 1963 im zuständigen Ministerium, dort in der Kunstabteilung als Referent für die Kunsthochschulen und die Musikförderung, später für Kunstsammlungen und Bildende Kunst, schließlich als stellvertretender Leiter der Abteilung und mit dem Arbeitsschwerpunkt Literaturförderung. 
Er war u. a. Vertreter der Länder im Kuratorium der Deutschen Akademie für Sprache und Dichtung Darmstadt, Mitglied des Ausschusses der Deutschen Schillergesellschaft, des Kuratoriums des Instituts für Deutsche Sprache in Mannheim, Vorstandsmitglied der Calwer Hermann-Hesse-Stiftung, Mitinitiator des vom heutigen Südwestrundfunks und dem Land Baden-Württemberg getragenen Peter-Huchel-Preises und dort, als Vertreter des Ministeriums (ohne Stimme), Jury-Mitglied 1984 - 1994, Initiator der Baden-württembergischen und der Sächsisch-Baden-Württembergischen Literaturtage und beriet nach der Wiedervereinigung die Kunstabteilung im zuständigen Ministerium des Freistaates Sachsen. Von 1973 bis 1982 war er ehrenamtlich 1. Vorsitzender des Landesverbandes Schwaben des Deutschen Jugendherbergswerkes. 
Er ist Leitender Ministerialrat a. D. 
Seit 1994 arbeitet er als freier Autor. Von 1997 bis 2002 war er Jurysprecher (-vorsitzender) der Deutschen Schillerstiftung von 1859 zu Weimar, der ältesten deutschen Einrichtung zur Förderung von Schriftstellern, ist u. a. Berater der Calwer Hermann-Hesse-Stiftung und saß deren Findungskommission für das Calwer Hermann-Hesse-Stipendium bis 2011 vor. Er war Vorsitzender der Jury des Ludwig-Uhland-Preises. Gröper ist Mitglied des PEN-Zentrums Deutschland. Er lebt in Stuttgart.

## Werke
- Limfjordmuscheln. Roman. Klett-Cotta. Stuttgart 1979. ISBN 3-12-905940-7
- Neunflächer. Gedichte. Keicher. Leonberg-Warmbronn 1987. ISBN 3-924316-13-9
- Schöne Tage in Ratswyl. Roman. Klett-Cotta. Stuttgart 1988. ISBN 3-608-95557-7
- Herrn Arnolds Garten. Roman. Klett-Cotta. Stuttgart 1990. ISBN 3-608-95732-4
- Hans Christian Andersen in Stuttgart. Essay. Deutsche Schillergesellschaft Marbach 1990.
- Eußerthal. Erzählung. Klett-Cotta. Stuttgart 1992. ISBN 3-608-95898-3
- Erhoffter Jubel über den Endsieg. Tagebuch eines Hitlerjungen 1943-1945. Thorbecke. Sigmaringen 1996. ISBN 3-7995-2310-3
- Nachkriegshäutung. Tagebuch einer deutschen Pubertät. Thorbecke. Sigmaringen 1998. ISBN 3-7995-2311-1
- Nach Venedig. Novelle. DRW-Verlag. Leinfelden-Echterdingen 2002. ISBN 3-87181-482-2
- Von Igran nach Egran und über Wladiwostok zurück. Nachrede auf ein Theater. Erzählung. demand verlag. Waldburg 2005. ISBN 3-935093-35-7
- Vom Glück, bei großen Gärten zu wohnen. Eine Kindheit in Schlesien, Sachsen und Württemberg. Erinnerungen. Bergstadt Verlag Wilhelm Gottlieb Korn. Würzburg 2006. ISBN 3-87057-278-7
- Mein literarischer Salon. Aufschriebe eines passionierten Büchermenschen. Klöpfer & Meyer. Tübingen 2007. ISBN 978-3-940086-02-0
- Erfahrungen von den Enden der Welt. Prosagedicht. J.F. Hagenlocher Verlag, Tübingen 2015. ISBN 978-3-931838-13-3
- Einen Franken für zwei belegte Brote! Hans Christian Andersen reist in Baden und Württemberg. Essay. J.F.Hagenlocher Verlag, Tübingen 2017. ISBN 978-3-931838-14-0
- Schiller hatte rotes Haar. Hans Christian Andersen und die schwäbischen Dichter. Essay. J.F. Hagenlocher Verlag, Tübingen 2017. ISBN 978-3-931838-15-7
- Die Waschfrau war bereits bezahlt. Hans Christian Andersen in Bad Wildbad. Essay. J.F. Hagenlocher Verlag, Tübingen 2018. ISBN 978-3-931838-16-4
- Der Kinderkrieg. Erzählung. J.F. Hagenlocher Verlag, Tübingen 2019. ISBN 978-3-931838-17-1
- Eine tötet. Erzählungen. J.F. Hagenlocher Verlag, Tübingen 2020. ISBN 978-3-931838-18-8
- Östlich der Sonne. Ein Traumspiel. J.F. Hagenlocher Verlag, Tübingen 2021. ISBN 978-3-931838-19-5
- Ich zog draußen umher. Prosagedichte. J.F. Hagenlocher Verlag, Tübingen 2023. ISBN 978-3-931 838-21-8
- Waldgang,morgens. Gedichte. J.F. Hagenlocher Verlag, Tübingen 2023. ISBN 978-3-931838-22-5

## Auszeichnungen
- 1950 Scheffelpreis der Literarischen Gesellschaft Karlsruhe
- 1978 Richard-Schirrmann-Medaille des Deutschen Jugendherbergswerkes
- 1993 Mörike-Nadel des Verbandes der Verlage und Buchhandlungen in Baden-Württemberg
- 1994 Bundesverdienstkreuz am Bande
- 1994 Literaturpreis der Stadt Stuttgart

## Zitat
„So ein Schnee! Keinen Hund jagte man hinaus. Und das am neunundzwanzigsten April! Waagrecht fegt der heran. Ich stemme die linke Schulter dagegen, habe den Kopf eingezogen. Auf der Hochfläche hemmt den nichts, die paar Apfelbäume entlang der Straße nicht – windschief sind die obendrein.“